# Bulldog (wrestling)
Nel wrestling il Bulldog è una mossa in cui l'esecutore, in corsa, prende l'avversario per la testa e gliela sbatte violentemente a terra.

## Varianti

### Running Bulldog
La classica bulldog eseguita in corsa con l'aiuto di una sola mano.

### Two-Handed Bulldog
Bulldog che viene eseguita con l'aiuto di due mani.

### Second-Rope Bulldog
Bulldog eseguita nella circostanza in cui l'esecutore si trova sulla seconda corda dal paletto e l'avversario si trova appoggiato a quest'ultimo, quindi l'esecutore saltando prende la testa della vittima scaraventandola al terreno.

### Diving Bulldog
Per eseguire questa bulldog, l'esecutore deve essere in piedi (o seduto) sulla terza corda e l'avversario di spalle al paletto. L'esecutore, saltando, afferra la testa dell'avversario e la va a scaraventare contro il ring.

### Corner Springboard Bulldog
In questa bulldog l'esecutore afferra la testa del malcapitato con l'aiuto di tutto il braccio per garantire la solidità della presa, quindi utilizza le corde dell'angolo per prendere velocità per poi scaraventare la testa della vittima al tappeto.

### Full-Nelson Bulldog
Una bulldog dove l'esecutore afferra la vittima con una Full Nelson per poi scaraventarla a terra. Viene anche usata la variante in Half Nelson.

### Leg Drop Bulldog
Chiamata anche Famouser, l'esecutore fa piegare l'avversario in avanti a 90 gradi e, successivamente, esegue un salto e colpisce il collo della vittima con un Leg drop, accompagnando al suolo la caduta mantenendo la gamba dietro il collo (o la testa) e facendo sbattere la faccia al tappeto. In alcune varianti, viene eseguita dalla terza corda.

### Spinning Bulldog
L'esecutore intrappola l'avversario in un normale headlock, e, durante l'esecuzione fa un giro di 450 gradi attorno all'avversario, e durante questi, scaraventa l'avversario a terra con il viso.